# Карло Мадерно

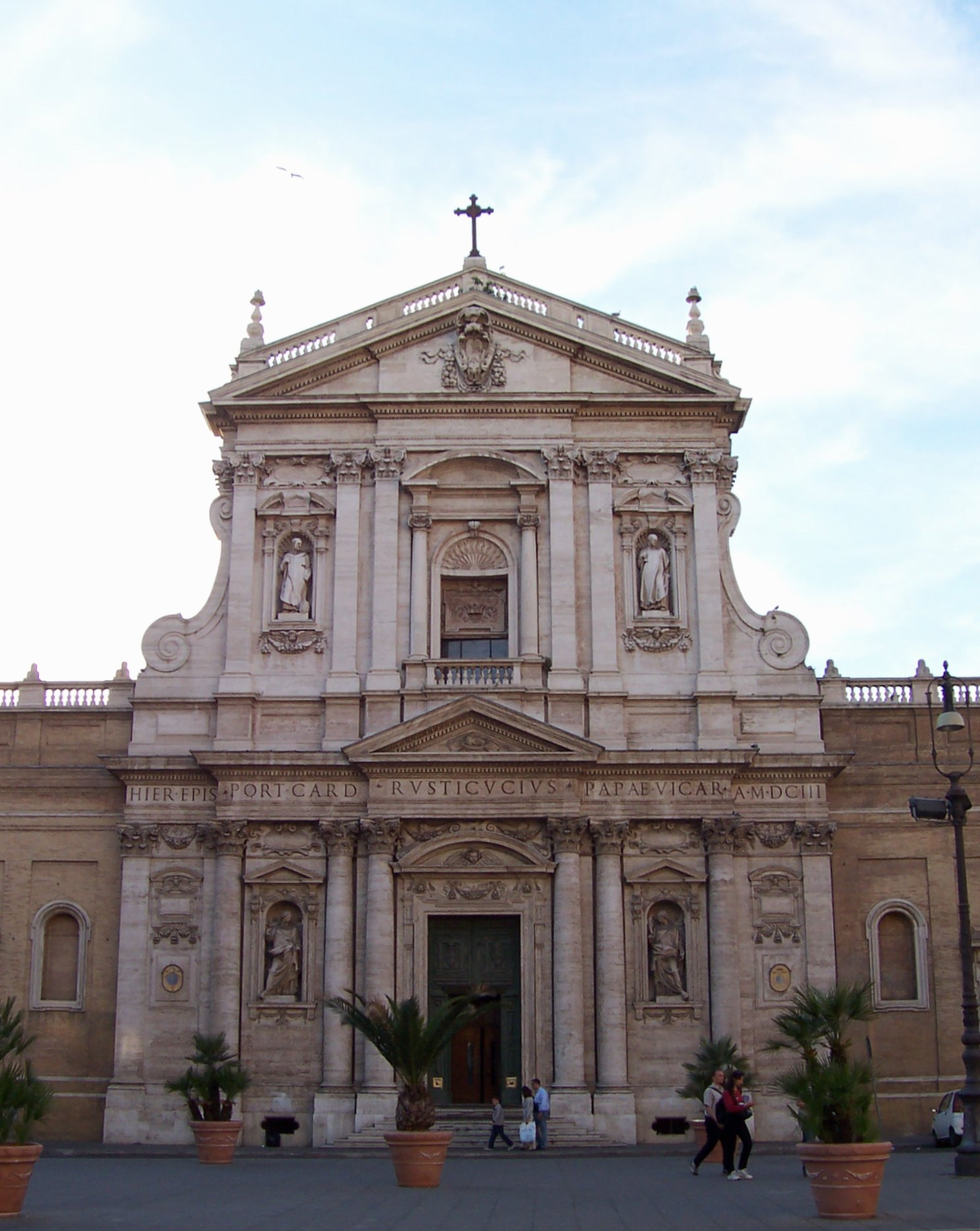
Фасад церкви Санта Сусанна

Карло Мадерно (італ. Carlo Maderno; 1556 , Тічино, район Луґано — 30 січня 1629, Рим) — римський архітектор, учень свого дядька Доменіко Фонтани.

## Доробок
З його будівель у Римі відомі: фасади церков Сант Андреа делла Валлє, Санта Сусана, що являють собою перші приклади популярних у XVII столітті фасадів з двома або декількома, надбудованими один над одним ордерами, а також — палац Маттеї ді Джові, фонтани на площі святого Петра і частково палаццо Барберіні, який закінчили Франческо Борроміні та Лоренцо Берніні.
Карло Мадерно увічнив своє ім'я переважно закінченням будівництва (у 1605—1613) собору святого Петра.

Фасад собору Св. Петра від Мадерно

Початковий план Донато Браманте, грецький рівнокінцевий хрест, Карло Мадерно перетворив на латинський подовживши західну частину собору на три гігантські прольоти і спорудивши попереду нього величезні сіни. Фасад собору — також його твір; однак йому не вдалося виконати свій проект повністю: осідання ґрунту не дозволило побудувати вежі на двох кінцях фасаду як передбачалося, які перерізали б одноманітну лінію аттика і надали б йому велику монументальність і гармонію. Мадерно, звеличуваного за життя, зазнав пізніше суворої і не цілком справедливої критики: не можна не поставити йому в заслугу те, що він встояв проти спільного в його час захоплення екстравагантними і дешевими ефектами і намагався при добудові собору святого Петра йти по стопах Браманте і Мікеланджело, в міру можливості не віддаляючись від строгості і благородства їхніх ідей, якщо це йому і не вдалося повністю, то виною тому не стільки відсутність у нього дарування, скільки час, у який він жив — час майже повного занепаду італійського мистецтва.